# Antonio Pacinotti (sous-marin)
Pour les articles homonymes, voir Antonio Pacinotti.
Le Antonio Pacinotti est un sous-marin italien, navire de tête de la classe Pacinotti , construit durant la Première Guerre mondiale pour la Marine royale italienne.
Le nom du sous-marin est un hommage à Antonio Pacinotti (1841-1912), un physicien et un universitaire italien.

## Caractéristiques
Les navires de la classe Pacinotti déplaçaient 710 tonnes en surface et 869 tonnes en immersion. Les sous-marins mesuraient 65 mètres, avaient une largeur de 6,05 mètres et un tirant d'eau de 4,12 mètres. Ils avaient une profondeur de plongée de 38 mètres. Leur équipage comptait quatre officiers, 35 sous-officiers et marins.
Pour la navigation de surface, les sous-marins étaient propulsés par deux moteurs diesel FIAT de 2 000 chevaux-vapeur (cv) (1 472 kW), chacun entraînant un arbre d'hélice. En immersion, chaque hélice était entraînée par un moteur électrique de 450 chevaux-vapeur (331kW). Ils pouvaient atteindre 14,6 nœuds (27 km/h) en surface et 9 nœuds (16,6 km/h) sous l'eau. En surface, la classe Pacinotti avait une autonomie de 1 600 milles nautiques (2 960 km) à 14,5 nœuds (26,8 km/h); en immersion, elle avait une autonomie de 90 milles nautiques (166 km) à 3 nœuds (5,5 km/h).
Les sous-marins étaient armés de cinq tubes lance-torpilles de 45 centimètres, trois à l'avant et deux à l'arrière, pour lesquels ils transportaient un total de cinq torpilles. Ils étaient également armés de deux canons de pont de 76/30 Model 1914 de chaque côté de la tour de contrôle (kiosque) pour le combat en surface.

## Construction et mise en service
Le Antonio Pacinotti est construit par le chantier naval Cantiere navale del Muggiano de La Spezia en Italie, et mis sur cale le 7 juin 1914. Il est lancé le 13 mars 1916 et est achevé et mis en service le 7 décembre 1916. Il est commissionné le même jour dans la Regia Marina.

## Histoire du service
Après avoir effectué les essais au chantier naval de Muggiano, dans ses premiers mois de service, le sous-marin est engagé à La Spezia en formation, sous le contrôle du commandement militaire maritime local.
Du 24 mars au 4 septembre 1917, le Antonio Pacinotti opère dans le nord de la mer Tyrrhénienne pour défendre les routes marchandes dans cette région. Au cours de cette période, le Pacinotti effectue un total de 13 missions entre La Maddalena, Livourne et Portoferraio, passant 926 heures en mer.
Le 7 septembre 1917, le Pacinotti est déployé en Sicile sous les ordres du Commandement de la Marine de l'île et est affecté aux patrouilles anti-sous-marines. Il effectue dix missions de ce type au large de Lipari, Ustica, Palerme, Messine, Trapani et Favignana. Au cours de ces missions, le Pacinotti opère avec le navire Malamocco, un grand voilier à moteur de 300 tonnes non armé qui est censé servir de leurre aux unités ennemies.
Le 20 décembre 1917, il retourne à La Spezia et il est mis au chantier naval pour des travaux d'entretien qui durent jusqu'en février 1919, date de la fin de la guerre.
Envoyé à La Maddalena, de février au 4 juin 1919, il opère dans les eaux sardes à des fins d'entraînement.
Désarmé à La Spezia, il est mis hors service le 15 mai 1921 et mis au rebut.